# Stare Mursy
Stare Mursy [ˈstarɛ ˈmursɨ] est un village polonais de la gmina de Sterdyń dans le powiat de Sokołów et dans la voïvodie de Mazovie, au centre-est de la Pologne.